# La prova (album)
La prova è il settimo album in studio di Raf, pubblicato il 19 novembre 1998 dalla Warner Music.

## Descrizione
Il disco è stato pubblicato a tre anni di distanza dal precedente Manifesto e a due dalla raccolta Collezione temporanea.
È composto da brani di chiara attitudine rock, dovuta questa al contributo di Giacomo Castellano, tra cui si inseriscono brani più intimisti come Jamas dedicata al Che Guevara. I testi e le musiche sono tutti di Raf.
Singoli estratti dall'album sono, nell'ordine, Vita, storie e pensieri di un alieno (giunto al primo posto dei più trasmessi in radio), La danza della pioggia e Little girl, quest'ultimo dedicato a sua figlia e scelto come singolo per l'estate del 1999.

## Tracce
Testi e musiche di Raf, eccetto dove indicato.
1. Vita, storie e pensieri di un alieno – 4:51
2. Lava – 4:28
3. Little girl – 4:04
4. Che giorno è – 3:22
5. Jamas – 4:36
6. La danza della pioggia – 5:32
7. Il primo uomo – 4:03 (Cesare Chiodo, Raf)
8. Tra le mie domande e il mare – 4:25
9. La prova – 3:32

## Formazione
- Raf – voce, chitarra
- Giacomo Castellano – chitarra
- Roberto Vernetti – programmazione
- Cesare Chiodo – basso
- Alfredo Golino – batteria
- Simone Papi – organo Hammond C3

## Successo commerciale
Al contrario di altri lavori dell'artista, questo album non riscosse grande successo di vendite. Uscito in un periodo dell'anno particolarmente competitivo, La prova non riuscì a raggiungere la top10, come praticamente tutti gli album precedenti e successivi di Raf. Ebbero in ogni caso un buon airplay radiofonico i singoli estratti. Dopo l'uscita del disco il cantautore intraprese un tour invernale nei più rinomati live club d'Italia, tornando anche ad esibirsi presso lo storico Tenax di Firenze, da lui molto frequentato durante il periodo con i Cafè Caracas.
I testi dell'album affrontano tematiche molto forti, soprattutto la title track ed il brano Che giorno è.

## Classifiche
| Classifica (1998) | Posizione massima |
| ----------------- | ----------------- |
| Italia            | 14                |